# معركة ميرافلوريس
وقعت معركة ميرافلوريس في 15 يناير 1881 في مقاطعة ميرافلوريس في ليما، بيرو. كانت معركة مهمة خلال حرب المحيط الهادئ التي خاضها كل قوات تشيلي وقوات بيرو. هزم الجيش التشيلي بقيادة الجنرال مانويل باكويدانو الجيش البيروفي بقيادة نيكولاس دي بييرولا الذي يحرس الخط الدفاعي الثاني في العاصمة البيروفية. وبعد يومين، احتلت القوات التشيلية ليما، عاصمة بيرو. خرجت قوات الجنرال باكويدانو إلى ليما منتصرة، بينما فر رئيس بيرو وضباطه إلى داخل البلاد، تاركين البلاد بدون أي حكومة. حتى بعد سقوط ليما، استمرت الحرب بين جيش الاحتلال وقوات أندريس افيلينو كاسيريس لمدة ثلاث سنوات أخرى. أثناء احتلال ليما، أُحرِقت المكتبة الوطنية لبيرو، في حين تم نهب عدد من المعالم الأثرية الأخرى من قبل القوات التشيلية وتم أخذها كجوائز حربية.
خلال المعركة، أصبح قائد البحرية البيروفية الكابتن خوان فانينغ بطلاً قومياً لقيادته مشاة من البحرية بطريقة مذهلة والتي كادت تتفوق على العدو. تسبب لواء فانينغ في سقوط بعض الضحايا من القوات التشيلية حتى نفاذ الذخيرة، ثم واصل القتال بالسكين والحربة حتى أصيب فانينغ بجروح قاتلة. قُتِل 400 من رجال فانينغ البالغ عددهم 524 خلال هذه المهمة.